# Dendrobranchiata
Los langostinos (Dendrobranchiata, del griego δένδρον déndron, "árbol, tronco", y βράγχια vránchia, "branquia") son un orden de crustáceos decápodos nadadores, de color rosado con vetas amarronadas y caparazón semiduro. Su longitud es de entre 12 y 15 centímetros. Se los encuentra en los mares de todo el mundo.

## Alimentación
Los langostinos en su vida silvestre consumen materia vegetal y materia vegetal en descomposición (algas). Se alimentan además de productos animales como crustáceos microscópicos, restos de animales, restos de peces y carroña. Algunas especies llegan a consumir peces y gusanos.
En España se considera particularmente a los del género Penaeus, aunque el término también abarca especies de otros géneros.

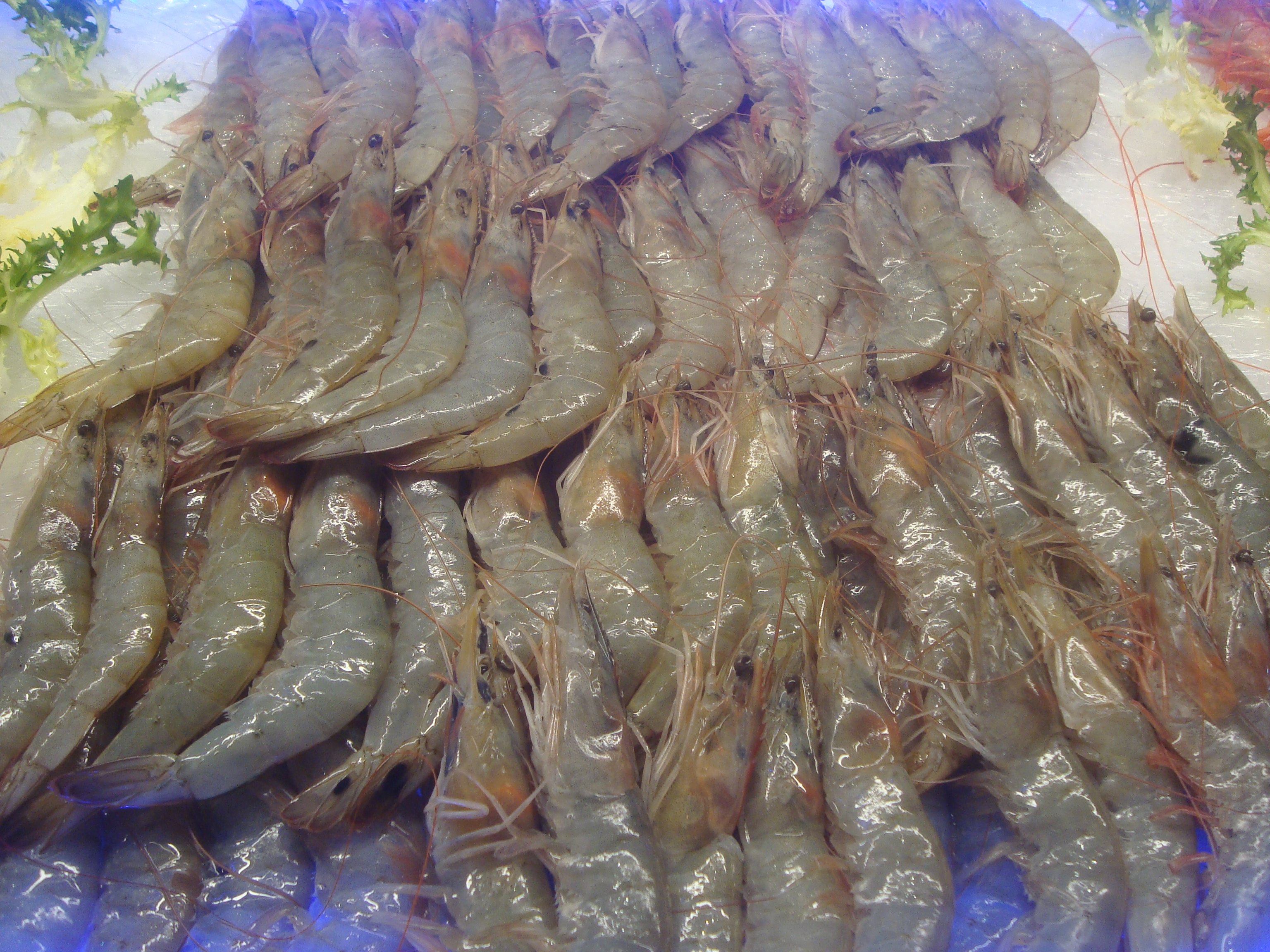
Langostinos.

## Otros géneros
Además de los dos géneros ya mencionados, las siguientes especies se denominan langostino:
- Aristaeomorpha foliacea, langostino moruno.
- Cervimunida johni, langostino amarillo.
- Macrobrachium rosenbergii, langostino malayo o langostino azul.
- Munida subrugosa, langostino de los canales.
- Pleoticus muelleri, langostino patagónico.
- Pleuroncodes monodon, conocido en Chile como langostino colorado o langostino zanahoria, y en Perú como camaroncito rojo.